# Иствейл (Калифорния)
Иствейл (англ. Eastvale) — город в округе Риверсайд в штате Калифорния в Соединённых Штатах Америки.
Согласно данным переписи населения США 2020 года число жителей города 
составляло 69 757 человек, что, для такого небольшого населённого пункта, существенно больше (+ 30.0%), чем было во время предыдущей переписи проводившейся в 2010 году (53 668 человек).

## История
Зарегистрированная история земель в дальней западной части современного округа Риверсайд и к северу от реки Санта-Ана начинается в 1838 году, когда мексиканский губернатор Хуан Баутиста Альварадо, предоставил Ранчо Хурупа на территории Верхней Калифорнии (около 48 квадратных миль) Хуану Бандини. Город Иствейл сейчас занимает примерно самую западную четверть этого земельного гранта.

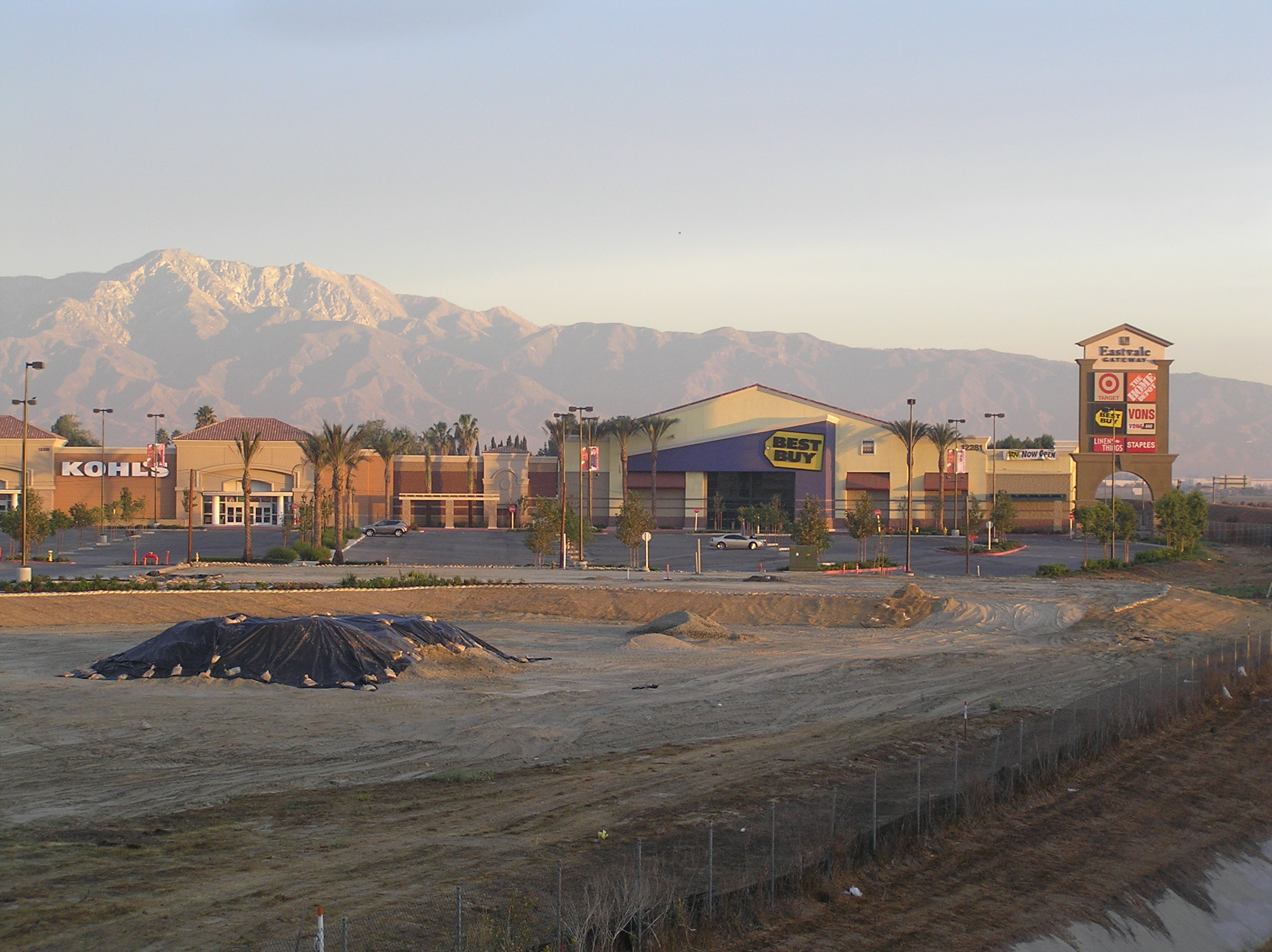
Городской пейзаж

Война между Соединенными Штатами и Мексикой закончилась в 1848 году подписанием Договора Гуадалупе-Идальго, по которому Мексика уступила Альта-Калифорнию и другие земли. Два года спустя, 9 сентября 1850 года, Калифорния официально стала штатом США.
Сначала Иствейл был сельскохозяйственным сообществом, но с конца 1990-х годов ситуация стала резко меняться. В то время район начал превращаться в пригород, когда сюда хлынул приток людей из округов Ориндж и Лос-Анджелес, ищущих более доступное жилье. Эта тенденция сохраняется и сейчас: с 2010 по 2020 год население города выросло почти на треть.
1 октября 2010 года сообщество было включено в реестр штата и Иствейл официально получил статус города. Первым мэром стала Джоселин Йоу (англ. Jocelyn Yow) — самая молодая цветная женщина, когда-либо занимавшая пост мэра города в Калифорнии.

## География
Граница округа Лос-Анджелес проходит примерно в 8 милях к северо-западу от Иствейла, а граница округа Ориндж — примерно в 5 милях к юго-западу.
Согласно данным Бюро переписи населения США, город занимает общую площадь 13,1 квадратных мили (34 км2), из которых 12,5 квадратных мили (32 км2) — это суша и 0,6 квадратных миль (1,6 км2 или 4,76%) приходится на водную поверхность.